# Districtul Ratchasan
Ratchasan (în thailandeză ราชสาส์น) este un district (Amphoe) din provincia Chachoengsao, Thailanda, cu o populație de 12.855 de locuitori și o suprafață de 134,9 km².